# 扣克戴尔 (科罗拉多州)
扣克戴尔（英語：Cokedale），是美国科罗拉多州拉斯阿尼马斯县下属的一座城市。建市于1948年3月15日，面积大约为0.205平方英里（0.531平方公里）。根据2010年美国人口普查，该市有人口129人。2011年估计该市有人口125人，相比2010年人口增长率为?3.10%。同时，论人口该市是科罗拉多州第249大城市。